# Christmas Song
Pour les articles homonymes, voir Christmas Song (homonymie).
Singles de Owl City
Strawberry Avalanche
(2009)
Christmas Song est un single d'Adam Young sous le nom d'Owl City.